# Henry Paget (1er comte d'Uxbridge)
Henry Bayly-Paget, 1er comte d'Uxbridge (18 juin 1744 - 13 mars 1812), connu sous le nom d'Henry Bayly jusqu'en 1769 et de Lord Paget entre 1769 et 1784, est un pair britannique.

## Biographie
Né à Henry Bayly, il est le fils aîné de Nicholas Bayly (2e baronnet) de Plas Newydd à Anglesey, de son épouse Caroline Paget, fille du brigadier général Thomas Paget (général) et arrière-petite-fille de William Paget (5e baron Paget). Il devient 17e baron Paget en 1769 à la mort du comte d'Uxbridge, cousin germain de sa mère, et prend le 29 janvier 1770, sous licence Royale, le nom de Paget à la place de Bayly. En 1782, il succède à son père en tant que 3e baronnet.

## Carrière
Il devient Lord Lieutenant d'Anglesey en 1782. Le 19 mai 1784, il est nommé comte d'Uxbridge, dans le comté de Middlesex. Il est également Lord Lieutenant du Staffordshire entre 1801 et 1812, gouverneur du Château de Caernarfon, garde forestier de la forêt de Snowdon, intendant de Bardney et vice-amiral de Galles du Nord.

## Famille

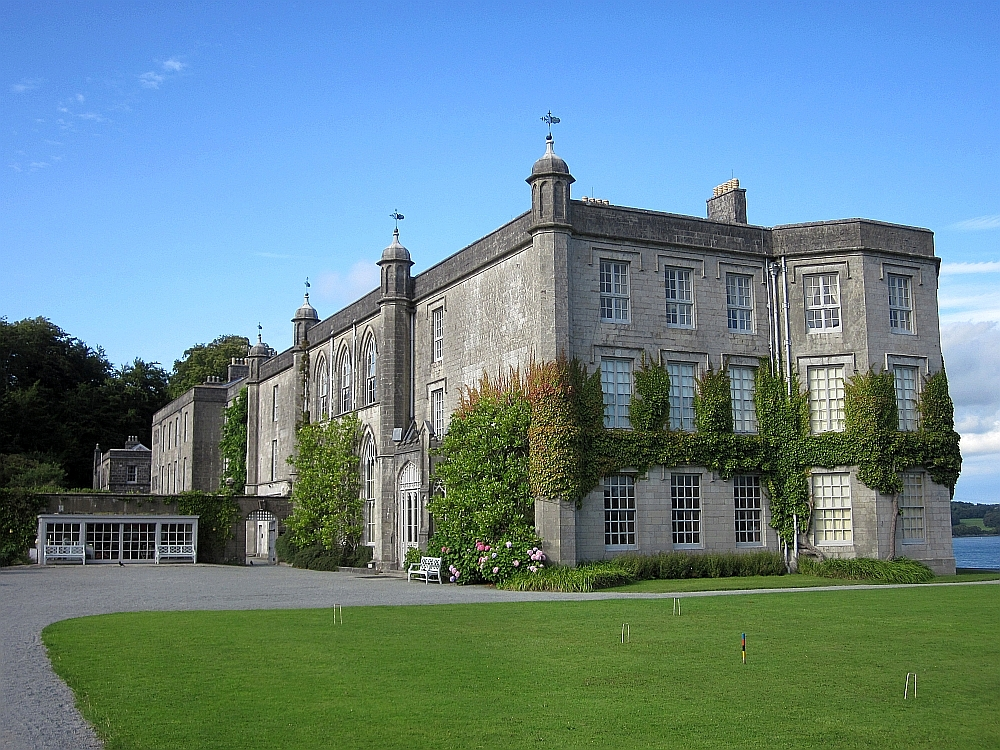
Plas Newydd, siège de la famille Bayly (et Bayley-Paget)

Lord Uxbridge épouse Jane, fille d'Arthur Champagné, doyen de Clonmacnoise, descendant d'une célèbre famille huguenote établie en Irlande, et de son épouse Jane Forbes Ils ont douze enfants:
- Henry William Paget, 1er marquis d'Anglesey (17 mai 1768 - 29 avril 1854)
- William Paget (22 décembre 1769 - 1794)
- Arthur Paget (15 janvier 1771 - 26 juillet 1840)
- Caroline Paget (6 février 1773 - 9 juillet 1847); mariée à John Capell.
- Jane Paget (1er septembre 1774 - 30 juin 1842); épouse George Stewart (8e comte de Galloway) .
- Edward Paget (3 novembre 1775 - 13 mai 1849)
- Louisa Paget (26 mars 1777 - 23 janvier 1842); mariée, d'abord, au lieutenant-général James Erskine ; puis, en secondes noces au général George Murray.
- Charles Paget (7 octobre 1778 - 27 janvier 1839)
- Berkeley Paget (2 janvier 1780 - 26 octobre 1842)
- Charlotte Paget (26 octobre 1781 - 26 janvier 1817); épousa John Cole (2e comte d'Enniskillen).
- Mary Paget (9 avril 1783 - 29 avril 1835); marié à Thomas Graves (2e baron Graves).
- Brownlow Paget (19 mars 1787 - avril 1797)

Lord Uxbridge est mort en mars 1812, âgé de soixante-sept ans, et est remplacé comme comte par son fils aîné Henry, qui devient célèbre à la bataille de Waterloo et est créé marquis d'Anglesey. La comtesse d'Uxbridge décède en mars 1817, à l'âge de soixante-dix ans.
En 1809, Lord Uxbridge achète Surbiton Place, juste au sud de Kingston upon Thames. Lorsque le domaine de Surbiton Park est construit sur son terrain dans les années 1850, une rue s'appelait Uxbridge Road en son honneur.